# Ruth Benedict
Ruth Benedict, ameriška antropologinja, * 5. junij 1887, New York, New York, ZDA, † 17. september 1948, New York, ZDA.

## Izbrana dela
- Patterns of culture (Vzorci kulture), 1934
- Race: science and politics, 1940
- The chrysanthemum and the sword, 1946